# سينما مصاصي الدماء في إسبانيا
شهدت سينما مصاصي الدماء في إسبانيا تطورا متأخرا، وذلك بالرغم من ان علي المستوي الفردي ساهم الممثلون والمهنيون الاسبان في عديد من أعمال الإنتاج المشترك لموضع مصاصي الدماء. شارك كل من كارلوس بيارياس وبابلو الباريز روبيو في دراكولا (1931) لجورج ميلفورد، وهي نسخة من فيلم تود براوننج موجه للجمهور الاسباني. لم يكن كل من التطور السياسي الاسباني واقامة ديكتاتورية فرانكو في صالح الإنتاج السينمائي الاسباني، خاصة الأعمال المنتجة من نوع الخيال والرعب والتي لم تطور بشكل جيد الا في الستينات.

## الإنتاجات الاولي
كان فيلم «مصاص دماء لاثنين»1965 هو العمل السينمائي الأول الاسباني لمصاصي الدماء، للمخرج «بيدرو لاثاجا»، فيلم ذات طابع كوميدي في تلك الآونة، حيث تدور احداث الفيلم عن اثنين من المهاجرين الذين يقوم بدورهم «جراثيتا مورال» و «خوسيه لويس لوبيز فاسكويز» يسافروا الي ألمانيا للعمل في خدمة البارون روزنتال «فرناندو فرنان غوميز», وهو مصاص دماء تقليدي والذي يعمل بحجة لايقاع مواضيع هزلية متعلقة بالرعب.
«الكابوس» 1966 هي مسلسل من سلسلة «قصص لا للنوم», التي تعتبر أول قصة اسبانية رائدة في مجال الرعب. تقع احداثها في قرية رومانية في القرن 19, حيث قام بدور البطل الممثل«فرناندو غيين». وهي مسلسل من تأليف واخراج «نارسيسو ايبانيز سيرادور».
اما في فيلم «مومس الرجل المستذئب»1968، للمخرج «انريكي لوبيز ايجيلوز»، بالرغم من ان البطل كان مستذئب «والديمار دانينسكاي»، الذي قام بدوره «باول ناستشي»، ظهر مصاصي دماء تقليدين؛ وذلك ابتدأ من الرعب عبدة الشيطان للوحوش الكلاسيكية في السينما الاسبانية. وقد اظهرت قصة والديمار، المتأثر بلعنة الاستذئاب، انه حاول معالجة نفسه من لعنته، على الرغم من معارضة كلا من الكونت مصاص الدماء «جانوس»، الذي أدى دوره «جوليان اوجارت»، وزوجته.
وفي فيلم «مالينكا» ابنة اخ مصاص الدماء 1969، وهو إنتاج مشترك اسباني ايطالي ل «اماندو دي اوسوريو»، بطولة «انيتا ايكبرج». حيث يروي قصة ميراث وقلاع غامضة ومصاصي دماء وسحرة.

### خلال عقد 1970
انطلاقًا من خطوات صغيرة، سينما مصاص الدماء والرعب بشكل عام عُرضت في إسبانيا عن طريق عدد من المخرجين والاتناجات المشتركة مع دول أوروبية اخري. وبالرغم من ان الرقابة السينمائية بدأت تلين، الا ان كثير من الافلام في تلك الفترة فقط عُرضت لأول مرة في الخارج ولم تحقق انتشار علي نطاق واسع في اسبانيا، الا بعد عدة سنوات مع وصول التحول الديمقراطي. حيث ادى عام 1972 ال إنتاجات بغزارة خاصة في هذا النوع من الإنتاجات المشتركة. ومع ذلك، تعتبر هذة الفترة كعصر ذهبي لسينما رعب عبدة الشياطين الاسباني.
ومن ما لا شك فيه ان "خيسوس خيس فرانكو" يعتبر المخرج الرئيسي الاسباني لأفلام مصاصي الدماء، حيث في عام 1970 اعبر عن اخراجه لنسخته الخاصة من رواية "برام ستوكر" في إنتاج مشترك مع ألمانيا وإيطاليا تحت عنوان "الكونت دراكولا" وذلك كان في حضور الممثل "كريستوفر لي". وبالرغم من ان الحجة الادبية كانت في عين الاعتبار، الا ان النتيجة النهائية شابت وفسدت بالميزانية المنخفضة والمؤثرات الخاصة الفقيرة. كانت القصة مكونة من عناصر كلاسيكة ك (القلاع والضباب والخفافيش والذئاب ولدغات وما شابه ذلك). وبالرغم من ان دور الممثل "كريستوفر لي" ظهر اقل شرًا من ادواره في سلسلة أفلامه "مطرقة الأفلام"، الا ان قدم في هذا الفيلم الخاصية الادبية لمصاص دماء كبير السن اشيب الذي يستعيد شبابه كلما امتص دماء الآخرين. وايضًا لعب كل من "كلاوس كينسكي" دور المجنون "رينفلييد" و"هاربيرت لوم" دور "فان هيلسنج.
فان المخرج «بيري بورتابيلا» من خلال هذا الفيلم، اخرج تفاصيل تصوير فيلم «مصاص دماء كاوديكوك».
ام فيلم «وحوش الرعب»1970، هو إنتاج مشترك ألماني اسباني ايطالي من إخراج «هوجو فريجونيسي» و«توليو ديميتشيلي». حيث يُظهر الفيلم مؤامرة غريبة، وهي مجموعة من مخلوقات من خارج الأرض وتحاول غزو الأرض، وذلك لاحياء مخلوقات خارقة للطبيعة. ذلك مثل ما ظهر في فيلم «الخطة التاسعة من الفضاء الخارجي» للمخرج «ايد وود».
فيلم «ليلة والبورجيس»1970، هو إنتاج مشترك ألماني اسباني للخرج «ليون كليموفسكاي». يعتبر هو الآخر من أهم الافلام في سينما الرعب الاسباني، فهي قصة خرافية تحكي عن مستذئب يتعايش مع مصاصي دماء والذي قام بدوره الممثل «باول ناستشي» من جديد. واصبح فيلم ذا طابع ديني وايضًا تم الاعتراف الدولي بـ ناستشي. وتبدأ قصة الفيلم، عندما وجد كل من المستذئب «والديمار» وفتاتين مقبرة الكونتيسة اونديسا وايقظوها في مقابل ان تخطط لاحضار الشيطان الي الأرض.
استمر «خيسوس فرانكو» متواصلا في إنتاجات جديدة لمصاصي الدماء، وذلك في الفترة التي حاول افلام «المطرقة» استغلال النوع في تقديم الاثارة الجنسية والمثلية الجنسية في ثلاثية «كارنستين». وفي عام 1971 قام بتصوير إنتاج مشترك مع ألمانيا «مصاصات الدماء او مصاصات دماء مثليات»، حيث تحكي عن الكونتيسة نادين كارودي؛ بطلة لقصة حب مثلي والموت، والتي فام بدورها الممثلة «سوليداد ميراندا».
وفي "دراكولا مقابل فرانكينستين"1972, يواجه خيسوس فرانكو كل من الوحوشين، ولكن مع نتائج سيئة للغاية. وفي هذة الحالة الكونت دراكولا لعب دوره "هوارد فيرنون.
اما في فيلم «حبيبة مصاص دماء»1972، كتبها واخرجها «فيسينت اراندا» وتستند الي رواية«كارمييا»، حيث يوجد طيف مصاص دماء الذي يغوي
عروسة متزوجة حديثًا. والتي قامت بدورها «الكساندرا باستيدو». وهي قصة مصاص دماء موضع لتقديم عناصر مثيرة في جو رومانسي.
و في فيلم «حفل دموي»1973، من تأليف واخراج «جورج غراو» وتوضح وجهة نظر لشخصية مريبة لحد كبير وهي الكونتيسة باتوري، واحدة من رموز مصاصي الدماء. قصتها تحكي عن حفيدة الكونتيسة، التي تقوم بدورها «لوثيا بوسيه»، التي تستخدم الدماء لمحاربة شيخوختها وارتكاب سلسلة من الجرائم الا ان اكتشف جدها ذلك وعاقبها بالحبس في قصره الخاص.
اما فيلم «قصر الضباب»1972، اُنتج باشتراك مع إيطاليا واخراج «فرانسيسكوا لارا بولوب». وتدور احداثه حول منزل ملعون.
ويعتبر فيلم «استدعاء مصاص الدماء»1972, من احدي الأعمال الاضعف في هذة الاونة وكان إخراج «خوسيه ماريا الوريتا». وقصته كافلام اخري تخدم اقل كثيرًا لتعرض الشهوانية للفنانات النسائية.
قام «خوليو سلفادور» بتأليف واخراج فيلم «قبر الجزيرة الملعونة»1974، الذي تم تصويره في تركيا. حيث يعرض لنا قصة مصاصة دماء تُدعي حنا، التي قامت بدورها «تيريسا خيمبيرا»، التي تستقيظ في يوم بعد نوم دام لسبعة قرون من الحبس وبدأت تتغذي من سكان جزيرة يونانية، خالقة مذهب من العشاق.
ويقدم فيلم «ملحمة دراكولا»1972، إخراج «ليون كليموفسكاي»، قصة مليئة بالسخرية والفكاهة السوداء حيث يوضح فيها تراجع اسرة دراكولا. انجازاته اللاحقة «العربدة اليلة لمصاص الدماء»1972، وحصل فيلم «الحب الغريب»1975 علي نتائج سيئة للغاية.
اما عن فيلم «الحب الكبير للكونت دراكولا»1972، إخراج «خابيير أغيري»، وهو نهج اصلي بدرجة كبيرة لشخصية مصاص دماء، الذي تضلع به «باول ناستشي». وقصته، بالرغم من العناصر التقليدية، تجمع الكونت مع حبه المفقود ولكن لم يكن متبادل، فيختار مصاص الدماء الانتحار في مشهد رائع.
يعتبر فيلم «عودة لعنة الشيطان والبورجيس»1973إنتاج مشترك اسباني مكسيكي، من إخراج «كارلوس اوريد». حيث تظهر فيه الكونتيسة باتوري التي قامت بدورها «ماريا سيلفا»، فبدأت اللعنة القديمة التي انتقلت الي اوئل القرن العشرين وجرائم لمختل عقليًا تختلط بجرائم اخري لمستذئب.
اما عن فيلم «اعياد ميلاد مصاصي دماء فوجيل»1974، تعتبر قصة بدعوة لروح الدعابة القوية وذلك باظهار مجموعة من الفتيات، قام بادوراهن «أجاتا ليس» و«ماريا خوسيه كانتود» و«ماريا تاسو» و«باولا باتيير»، لاجئات في قلعة ترانسلفانيا لكونت مصاص دماء.
و بوصول الديمقراطية الي اسبانيا، سينما الرعب استمرت في تخليد العناصر السابقة. لكن في نفس الوقت، عديد من المخرجين قدموا جوانب جديدة وتجريبية بصرف النظر عن الشبقية المثلية وقدموا تعديلات ادبية تقليدية.
فيلم «ليونور»1975، من تأليف واخراج «خوان لويس بونويل» في إنتاج مشترك مع فرنسا وإيطاليا.تدور قصة الفيلم في فترة القرون الوسطى استنادًا الي قصة «دع الموتي في سلام»1823 لـ ارنست راوباتشو. يحكي الفيلم عن النبيل ريتشارد يخسر زوجته ليونور، الذي قام به «ليف اولمان»، ويتزوج للمرة الثانية ولكن بعد مرور عشرة سنوات، ليونور تعود من القبر وتبدأ في قتل أطفال المنطقة. وريتشارد سجين حبه الأول؛ فيقتل زوجته الثانية ولا يدرك الخطر الذي احدثته ليونور الا في وقت متاخر.
«اسرة فوردالاك»1975، وهو فيلم تلفزيوني لخوسيه انطونيو بارامو وهو معالجة لـ رواية لـ اليكسي تولستوي.
«الانفجار»1979، من تأليف واخراج «ايفان زولويتا» وهو اسطورة سريالية تقدم الرعب عن طرق كاميرا تقدم صاحبها من خلال تجارب رهيبة وهو إنتاج مهوس وغريب حقًا.

#### الإنتاجات الاخيرة
كما حدث في البلدان الاخري، وبالرغم من قليلًا من التأخير الكثير، بدأت سينما الرعب الاسباني منذ منتصف العقد 1980في تجربة تأثير ضغط افلام هوليوود وايضًا بدأت فترة الازمات والإنتاجات لنوع سيصبح نادر علي نحو متزايد حتي الآن. الذي يحدث ارتفاع طفيف في افلام الرعب.
يعتبر فيلم «عودة الذئاب»1980، إخراج وبطولة «جاسينتو مولينا» (باول ناستشي)، مستوحى كثيرًا من افلام الممثل المخرج. حيث مرة أخرى المستذئب والديمار يعود لواجهة مصاص دماء والكونتيسة باتوري، التي قامت بدورها «جوليا سالي» وخادميها.
"ليلة سعيدة" "السيد الوحش"1982، من إخراج "انطونيو ميرسيرو"، حيث كان عمل موجه لاطفال العامة مع فرقة موسيقية "عرق السوس".
في عام1985، تم تصوير إنتاج مشترك ألماني كوبي اسباني لفيلم «مصاص دماء في هافانا!» للمخرج «خوان بادرون». وهو فيلم لرسوم متحركة مع لمسات من روح الدعابة دون فقد للعناصر التقليدية. حيث يحكي قصة بيبيتو وهو حفيد دراكولا ومغامراته حول صيغة تسمح لمصاصي الدماء بالتجول في وضح النهار. في عام2003 سيكون هناك استمرارًا لـ «مصاصي دماء في هافانا!».
عادث شخصية مصاص الدماء في بعض الاحيان في السينما الاسبانية وبقيت تهبط الي الكوميديا كما بدأت في تدهورها... «حسنًا لم أكن!»1990 لعرض الثنائي الكوميدي «مارتس تريسي وبراكولا». «كونديمور2»1997، ولعرض كوميديا غريفوريو سانتشيز«تشيكيتو دي لا كالسادا» وكلاهما من إخراج «الفارو ساينز دي هيريديا».
قام «باول ناستشي باخراج»ايمبوسا «2007، حيث يعود يمثل مصاص دماء» لورد روتفن«. وعلي المدي القصير، مصاص دماء» جون أي.بوليدوري 2007 وهو نسخة معدلة لرواية متجانسة من اليخاندرو باليستيروس وانطونيو كورادو.
اما فيلم «الرجفة»2007 ، من إخراج «ايسيدرو اورتيز». ولكن لم تكن قصة حقيقة لمصاص دماء، انما هو فيلم ريفي أكثر يوضح قصة صبي يعاني من مرض جلدي البورفيريا والذي بكونه يعود الي حساسية تعرضه لضوء. ولذلك، فانه اضطر للانتقال الي بلدة صغيرة في شمال إسبانيا تقع داخل وادي فيه الظل طوال جزء كبير من اليوم وهناك شارك في سلسلة جرائم قتل غامضة، وقد قام بدوره «جونيو فالفيردي».